# Pseudanophthalmus farrelli
Pseudanophthalmus farrelli är en skalbaggsart som beskrevs av Barr. Pseudanophthalmus farrelli ingår i släktet Pseudanophthalmus och familjen jordlöpare. Inga underarter finns listade i Catalogue of Life.